# Kahmard
Kahmard är ett distrikt i Afghanistan. Det ligger i provinsen Bamiyan, i den nordöstra delen av landet, 160 kilometer nordväst om huvudstaden Kabul.
Distriktet beräknades år 2022 ha cirka 43 000 invånare.